# Mark Meadows
Pour les articles homonymes, voir Meadows.
Mark Randall Meadows, né le 28 juillet 1959 à Verdun (France), est un homme politique américain. Membre du Parti républicain, il est élu de la Caroline du Nord à la Chambre des représentants des États-Unis de 2013 à 2020, date à laquelle il devient chef de cabinet de la Maison-Blanche sous le président Donald Trump.

## Biographie
Mark Meadows est né à Verdun, en France, où son père est militaire et sa mère infirmière. Il grandit à Brandon en Floride. Après des études à l'université d'État de Floride et à l'université du Sud de la Floride, il devient directeur des relations publiques. Lorsqu'il emménage avec sa femme Debbie dans le comté de Jackson, ils ouvrent une boutique de sandwichs à Highlands. Il devient ensuite agent immobilier.
Il se présente en 2012 à la Chambre des représentants des États-Unis dans le 11e district de Caroline du Nord, dans l'ouest de l'État. Après un redécoupage des circonscriptions rendant le district très favorable aux républicains, le démocrate sortant Heath Shuler choisit de ne pas se représenter. Meadows remporte la primaire républicaine face à sept adversaires puis est élu représentant en rassemblant 57,4 % des voix face au démocrate Hayden Rogers. Il est réélu avec 62,9 % des suffrages en 2014, 64,1 % en 2016 et 59,2 % en 2018.
Début 2015, Meadows s'oppose à un texte donnant plus de pouvoirs au président Barack Obama pour négocier des accords de libre-échange, contre l'avis de la direction républicaine de la Chambre. En représailles, il perd alors la présidence d'une sous-commission. Il est cependant réintégré après de virulentes critiques de républicains conservateurs. En juillet 2015, il dépose une motion pour renverser le président de la Chambre, le républicain John Boehner,. La motion se traduit par un échec mais Boehner démissionne deux mois plus tard. Après la démission de Boehner, Meadows prend la présidence du Freedom Caucus jusqu'en septembre 2019.
En décembre 2019, il annonce qu'il est n'est pas candidat à sa réélection en 2020,. On lui a alors prêté l'intention de viser un poste à la Maison-Blanche. L'annonce, à moins de trois jours de la date limite de dépôt des candidatures, est par ailleurs interprétée comme un coup de main à Lynda Bennett, une amie de son épouse qui aurait été prévenue plusieurs semaines plus tôt. Le délai de cette annonce empêche également tous les législateurs de la région de se porter candidat.
Durant ses deux dernières années de mandat, Meadows devient un proche de Donald Trump, les deux hommes partageant un passé d'homme d'affaires dans l'immobilier. Le New York Times le qualifie même de « confident » du président. Le 6 mars 2020, Trump nomme Meadows au poste de chef de cabinet de la Maison-Blanche. Il est le quatrième chef de cabinet du président depuis le début de son mandat. Il prend ses fonctions quelques semaines plus tard en commençant par réorganiser ses équipes, notamment le service de communication du président.
Il contracte la Covid-19 le 7 novembre 2020, dans le cadre du cluster de la Maison-Blanche.

## Positions politiques
Mark Meadows est membre du Freedom Caucus,, rassemblant des élus de l'aile droite du Parti républicain. Il est l'un des représentants les plus conservateurs du Congrès.
Il soutient le sénateur Ted Cruz lors des primaires présidentielles de 2016.